# Филлип, Артур
Артур Филлип (англ. Arthur Phillip; 11 октября 1738, Лондон, Англия — 31 августа 1814, Бат, Англия) — адмирал Королевского флота Англии, губернатор штата Новый Южный Уэльс — первой европейской колонии на австралийском континенте. Иногда называется «отцом современной Австралии».

## Биография
Филлип впервые поступил в ряды Королевского флота в возрасте семнадцати лет в 1755 году и находился на службе до 1763 года. В течение последующих лет он занимался фермерством в английской глубинке. В 1769 году он снова поступил на действительную службу и участвовал в сражениях англо-французской войны.
Во время Испано-португальской войны 1776—1777 годов служил португальской короне в эскадре под командованием Роберта МакДуала (англ. Robert MacDouall). Проявил большую храбрость и смекалку при захвате испанского судна «Сан Агустин». Его заслуги в этом бою были отмечены тем, что после переименования корабля в «Санту Агустинью», Артур Филлип был назначен его новым капитаном.
В 1786 году Филлип получил приказ английского правительства основать поселение ссыльных преступников в Новом Южном Уэльсе. В следующем году отплыл в Австралию во главе флотилии из 11 кораблей, известной под именем Первый флот (англ. First Fleet). В 1788 году он основал поселение осужденных, названное Сидней в честь тогдашнего министра колоний Великобритании, на берегу одноимённой бухточки Сидней залива Порт-Джексон. Сидней стал первой европейской колонией на австралийском континенте. Став первым губернатором Нового Южного Уэльса, Филлип довольно успешно боролся с бунтами среди ссыльных и солдат, а до середины 1790 года ещё и с угрозой голода. Ему удалось создать действительно жизнеспособную колонию. Несмотря на примиренческую политику по отношению к аборигенам, Филлипу так и не удалось установить прочный мир между поселенцами и туземцами.
В 1792 году Филлип вернулся в Англию под предлогом ухудшения здоровья, однако в 1796—1798 годах вновь участвовал в боевых действиях на море.
6 ноября 1805 года Филлип был произведен в чин контр-адмирала красного флага, 24 ноября 1809 года — в чин вице-адмирала белого флага, 31 июля 1810 года — в чин вице-адмирала красного флага, 7 июня 1814 года — адмирала синего флага.

## Конец жизни
В 1792 году жена Филлипа, Маргарет, умерла. В 1794 году он женился на Изабелле Витехэд и жил какое-то время в Бате. Его здоровье восстановилось, и в 1796 году он вернулся в море, при этом получил команду и несколько ответственных должностей во время войн против французов. В январе 1799 года он стал контр-адмиралом. В 1805 году, в возрасте 67 лет, подал в отставку, и оставшуюся часть жизни прожил в Бате. Он продолжал переписываться с друзьями в Новом Южном Уэльсе и предлагал новые идеи правительственным чиновникам колонии. Умер в Бате 31 августа 1814 года.

## Образ в кино
- «Удивительное путешествие Мэри Брайант» (Mary Bryant) — реж. Питер Андрикидис (Австралия, Великобритания, 2005). В роли Артура Филлипа — Сэм Нил.
- «Изгнанники» (2015) — реж. Джеффри Уокер, Дэниэл Персивал (Австралия, Великобритания, 2015). В роли Артура Филлипа — Дэвид Уэнем